# Subordinatianisme
Le subordinatianisme ou subordinationisme est une tendance théologique du christianisme d'après laquelle, selon le principe du Dieu Un, le Fils, Jésus, est subordonné au Père, alors que le Père est pour sa part inengendré et absolument transcendant, au contraire du Fils.
« Avant Nicée, les définitions christologiques des Pères, soucieux de maintenir pleine et entière l'affirmation monothéiste et d'éviter tout dithéisme à propos du Fils échappent difficilement au risque de subordinatianisme ».

### Banques de données
- Notices dans des dictionnaires ou encyclopédies généralistes :   - Britannica
  - Den Store Danske Encyklopædi